# Contra (pel·lícula)
Contra és una pel·lícula de comèdia alemanya del 2020 basada en la pel·lícula francesa Le Brio. S'ha doblat al català.

## Sinopsi
El professor de dret Richard Pohl (Christoph Maria Herbst) fa un comentari racista quan l'estudiant Naima (Nilam Farooq) arriba tard a la seva conferència. Per evitar mesures disciplinàries, Pohl accepta tutoritzar la Naima per a un concurs de debat.

## Repartiment
- Christoph Maria Herbst - Professor Richard Pohl
- Nilam Farooq - Naima Hamid
- Hassan Akkouch - Mo
- Ernst Stötzner - Professor Lambrecht
- Stefan Gorski - Benjamin